# Crepidomanes christii
Crepidomanes christii är en hinnbräkenväxtart som först beskrevs av Edwin Bingham Copeland, och fick sitt nu gällande namn av Edwin Bingham Copeland. Crepidomanes christii ingår i släktet Crepidomanes och familjen Hymenophyllaceae. Inga underarter finns listade.